# Liste der Schultheissen von Winterthur
Die Liste der Schultheissen von Winterthur bietet einen Überblick über die bekannten Stadtoberhäupter Winterthurs vom ersten Schultheiss 1240 bis 1798. Es sind vor allem in der Anfangsphase nicht alle Schultheissen der Stadt bekannt, Werner Ganz zählte 1960 in seiner Stadtgeschichte insgesamt 89 Schultheissen. Der ersten Erwähnung eines Schultheiss von Winterthur findet sich 1230 in den Urkunden, mit dem Stadtrecht von Winterthur 1264 konnten die Winterthurer ihren Schultheissen selbst wählen.
Nach Ende des Ancien Regime 1798 wurde das Stadtoberhaupt neu Stadtpräsident genannt.

## Schultheissen

### Erklärungen der Titel
- Name: Name des Schultheissen. Es gibt hier vielfach Namensvariationen, es wurde darauf verzichtet diese hier jeweils aufzunehmen. Man kann diese u. a. den aufgeführten Quellen entnehmen.
- von: das erste (bekannte) Datum, als die Person Schultheiss wurde.
- bis: das letzte (bekannte) Amtsjahr als (Alt-)schultheiss. Bei mehreren auseinanderliegenden Amtsjahren als Schultheiss, wird die gesamte Zeitperiode erfasst, in denen er die Schultheissenämter ausgeführt hat.
- Bemerkungen: Diverse Bemerkungen, wie die Anzahl Jahre, in der die Person Schultheiss war, sonstige interessante Fakten zur Person oder seiner Tätigkeit als Schultheiss.
- Quellen: Quellenangaben für weitere Daten zur Person ausserhalb der Liste von Ziegler, z. B. ein Artikel im HLS oder in anderweitiger Literatur.

### Allgemeines zu dieser Liste
Grundlage dieser Liste sind die im 253. Neujahrsblatt der Stadtbibliothek Winterthur von 1919 durch Alfred Ziegler aufgezählten Schultheissen von Winterthur. Nicht alle Daten in dieser Liste sind gleich präzise, teilweise existieren widersprüchliche Daten zu den Amtszeiten und Schreibweisen zwischen den verschiedenen Quellen, auch nennt beispielsweise Johann Conrad Troll weitere Namen als Schultheisse, die von Ziegler nicht erwähnt werden und umgekehrt. Diese Liste basiert im Zweifelsfall auf den Daten von Ziegler – Schultheisse die nur von Troll genannt werden, sind in einer separaten Liste zu finden. Auch sind die Quellen zu den amtierenden Schultheissen, insbesondere in den frühen Jahrhunderten, keineswegs vollständig, sodass diese Liste keinen Anspruch auf Vollständigkeit erheben kann. Die Winterthurer Schultheissen übten dieses Amt die meiste Zeit auch nicht am Stück aus, sondern übernahmen dieses alternierend und waren das jeweils andere Jahr Altschultheiss.

### Liste
| Name                                 | von   | bis   | Bemerkungen | Quellen                  |
| ------------------------------------ | ----- | ----- | --- | ------------------------ |
| Schultheiss                          | 1230  |       | «Scultetus», erste Erwähnung eines Schultheiss in Winterthur in einer Schenkungsurkunde von Graf Hartmann IV. von Kyburg an seine Frau Margarethe von Sayoyen. Laut Ziegler wahrscheinlich identisch mit Heinrich, dem Schultheiss. | [ 4 ]                    |
| Heinrich, Schultheiss zu Winterthur  | 1240  | 1246  | Erste namentliche Erwähnung eines Schultheissen in Winterthur am 21. März («Heinricus Scultetus de Winterthur») |                          |
| Rudolf Schultheiss                   | 1252  | 1272  | gestorben um 1286; er nahm den Namen Schultheiss als Nachnamen an, der auch von seinem Sohn geführt wurde |                          |
| Dietrich Wetzel                      | 1272  | 1276  | Amtete 1272 als Schiedsrichter und verkaufte 1276 ein Gut an das Kloster Töss. | [ 4 ]                    |
| Rudolf Wetzel                        | 1279  | 1290  | bis 1290 nachweisbar, evtl. auch länger im Amt. Auch er scheint den Namen Schultheiss als Nachnamen übernommen zu haben. |                          |
| Conrad Zoller                        | 1290  | 1297  | verstarb vor dem 5. Januar 1301. |                          |
| Walther Blete                        | 1298  | 1302? | Wurde wegen Missbräuchen beim Schultheissengericht abgesetzt. |                          |
| Wetzel der Schultheiss               | 1302? | 1319  | Wahrscheinlich Sohn von Dietrich Wetzel. Ein erstes Mal ca. 1302 bis 1309 und danach wahrscheinlich nochmals 1316 bis 1319 im Amt, als wiederum ein Wetzel als Schultheiss beurkundet ist. verstarb vor dem 3. November 1321. |                          |
| Eggbrecht Gevetterli                 | 1312  |       | Wird nur in zwei Urkunden erwähnt, wahrscheinlich nur kurz im Amt. |                          |
| Johannes der Zwiherre                | 1319  | 1323  | |                          |
| Marquart Gevetterli                  | 1324  | 1328  | In den Jahren 1324, 1326 und 1327 als Schultheiss erwähnt, belegt 1317 bis 1334. | [ 5 ]                    |
| Rudolf Nägeli                        | 1330  | 1336  | In den Jahren 1330, 1332, 1334, 1335 und 1336 erwähnt |                          |
| Johannes Schultheiss                 | 1336  |       | Könnte gemäss einer Urkunde auch nur Stellvertreter von Rudolf Nägeli gewesen sein. |                          |
| Johannes von Sal                     | 1339  | 1350  | Schultheiss von 1339 bis 1341, danach 1346 bis 1347 sowie ein drittes Mal 1348 bis 1350. |                          |
| Hugo von Hegi                        | 1342  | 1343  | Ausnahmsweise kein Bürger der Stadt. Wurde vom Adel bei Unruhen in der Stadt gegen deren Willen eingesetzt. | [ 6 ]                    |
| Markwart der Schultheiss             | 1347  | 1347  | An drei Daten im Jahr 1347 nachweisbar. |                          |
| Andreas Hopler                       | 1350  | 1354  | das erste Mal wahrscheinlich 1350 bis 52, dann nochmals 1353/54. Gemäss der Stadtgeschichte 2014 war Heinrich Gevetterli ab 1350 bereits Schultheiss. | [ 5 ]                    |
| Rudolf von Sal                       | 1353  | 1354  | |                          |
| Eberhart von Rheinau                 | 1356  | 1359  | Zweimal Schultheiss: 1356/57 und 1358/59. |                          |
| Heinrich Gevetterli                  | 1357  | 1363  | Ritter, 1357/58, 1360–1363. Anderen Quellen gemäss bereits ab 1350 Schultheiss (Troll, Stadtgeschichte von 2015) | [ 5 ] [ 7 ]              |
| Konrad von Sal                       | 1364  | 1397  | Sohn von Johannes von Sal, hatte das Amt laut Ziegler ununterbrochen, sein Sohn Laurenz wurde sein Nachfolger. | [ 6 ] [ 8 ] [ 9 ]        |
| Laurenz von Sal                      | 1397  | 1405  | Er war bekannt für seine Tätigkeit als Vermittler in den Appenzellerkriegen, bei denen er schliesslich auch als Anführer der Winterthurer Truppen bei der Schlacht am Stoss im Amt fiel. | [ 6 ] [ 8 ] [ 10 ] [ 9 ] |
| Götz Schultheiss unter dem Schopf    | 1405  | 1407  | Mit seiner Ernennung wurden die Schultheissen regelmässig von der Winterthur Bürgerschaft am Albanitag für ein Jahr gewählt. Er wurde in Zusammenhang mit einem Burgrecht mit Zürich und zünftisch-demokratischen Entwicklungen in der Stadt, was jedoch nach seiner Zeit als Schultheiss geschah, im Frühjahr 1408 von einem österreichischen Landgrafen in der Thur ertränkt. | [ 6 ] [ 10 ]             |
| Heinrich von Hunzikon                | 1407  | 1419  | fünf (Ziegler) oder sechsmal (HLS) Schultheiss. Ritter. Zuerst nur während kurzer Zeit an der Macht, als die Stadt von den Appenzellern bedroht war und wurde danach abgesetzt. | [ 11 ] [ 6 ] [ 10 ]      |
| Heinrich Rüdger                      | 1408  | 1411  | Kelter, 1408/09 und 1410/11. Landschreiber des thurgauischen Landgerichtes in Winterthur, bis dieses 1417 nach Konstanz verlegt wurde und Rüdger eine Entschädigung von 20 Gulden jährlich erhielt. | [ 10 ]                   |
| Hans von Sal                         | 1409  | 1434  | dreizehnmal Schultheiss. Bruder des Schultheissen Laurenz von Sal. Unter ihm erlangte Winterthur die Reichsfreiheit. Er vermachte den Armen im Spital 400 Gulden und stiftete 200 Gulden für jährliche Kornspenden an dieselben. Gab Bürgerrecht 1434 auf und wurde Hintersäss.                                                                                                 | [ 6 ] [ 8 ] [ 9 ]        |
| Heinrich Hindermann                  | 1420  | 1421  | Gemäss Troll auch 1422 Schultheiss | [ 7 ]                    |
| Rudolf Bruchli                       | 1423  | 1428  | viermal Schultheiss, starb kurz nach seiner Wahl 1428 im Amt. |                          |
| Heinrich Zingg                       | 1428  | 1445  | achtmal Schultheiss. Unter ihm wurde Winterthur wieder österreichisch. |                          |
| Hans Gans                            | 1430  | 1435  | 1430/31 und 1435/36 |                          |
| Heinrich Rüdger «der Jüngere»        | 1439  | 1447  | viermal Schultheiss (alternierend). vermutlich Sohn des vorgenannten Heinrich Rüdger. |                          |
| Rudolf Bruchli                       | 1445  | 1473  | dreizehnmal Schultheiss, davon 1449 bis 1452, 1454 bis 1457 und 1470 bis 1473 ohne Unterbrechung. Trotz seines Wegzugs 1471 wirkte er auch danach noch als Wohltäter in Winterthur. | [ 12 ]                   |
| Jakob Hoppler                        | 1448  | 1458  | viermal Schultheiss |                          |
| Laurenz von Sal                      | 1459  | 1468  | fünfmal Schultheiss. Er war 1460 Hauptmann bei der erfolgreichen Verteidigung der Stadt gegen die belagernden Eidgenossen. | [ 6 ] [ 8 ] [ 9 ]        |
| Erhard von Hunzikon                  | 1469  | 1490  | 1457–1490 im Kl. Rat und acht/neun Jahre lang Schultheiss von Winterthur, 1492 Verzicht auf städtische Ämter. Zwischendurch im Dienst des Abtes von St. Gallen und Vogt in Romanshorn. | [ 13 ] [ 14 ]            |
| Hans Ramsberg                        | 1473  | 1497  | Schuhmacher. achtmal Schultheiss. Er verstarb 1497. | [ 14 ]                   |
| Josua Hettlinger                     | 1474  | 1497  | Metzger und Gerber, vierzehnmal Schultheiss (alternierend); Abgeordneter von Winterthur im Waldmannhandel | [ 15 ] [ 14 ]            |
| Hans von Sal                         | 1491  | 1506  | Sohn von Laurenz von Sal, siebenmal Schultheiss. Wollte 1506 in Kriegsdienste treten, worauf man den Vater von vier Söhnen ins Spital eingewiesen hat, verstarb dort 1529. | [ 12 ] [ 9 ]             |
| Hans Weinmann                        | 1507  | 1531  | Bäcker; vierzehnmal Schultheiss, er verstarb am 28. August 1531 im Amt. Laut «Allgemeinem Schweizer Lexikon» ab 1501. | [ 12 ] [ 16 ]            |
| Gebhard Hegner                       | 1508  | 1516  | fünfmal Schultheiss, verstarb im Amt. Eine der reichsten Winterthurer um 1500. | [ 7 ]                    |
| Hans Sulzer                          | 1518  | 1520  | gemäss Troll jedoch 1522 | [ 17 ] [ 7 ]             |
| Gebhart Hegner «der Jüngere»         | 1522  | 1522  | legte das Amt nach 14 Tagen zugunsten des Stadtschreiberamts wieder nieder. Als Stadtschreiber verstarb er 1538 im Amt. | [ 18 ]                   |
| Hans Huser                           | 1523  | 1549  | Hafner; vierzehnmal Schultheiss; verstarb im Amt. Laut Troll gab es bereits um 1514 einen Hans Huser als Schultheiss. | [ 19 ] [ 7 ]             |
| Hans Meyer                           | 1532  | 1535  | Schuhmacher; dreimal Schultheiss. War bekannt für seinen langen Bart, der ihm gemäss Troll aufgrund seiner Grösse bis zu den Füssen und von dort wieder zum Gürtel reichte. | [ 7 ]                    |
| Laurenz Gisler                       | 1538  | 1542  | dreimal Schultheiss. |                          |
| Alban Gisler                         | 1544  | 1566  | wurde aus dem grossen Rat gewählt; mehrmals Schultheiss (alternierend); verstarb 1566 im Amt | [ 20 ]                   |
| Joachim Huser                        | 1551  | 1569  | Hafner; mehrmals Schultheiss (alternierend). Sohn von Hans Huser. | [ 21 ]                   |
| Pancratius Meyer                     | 1568  | 1572  | dreimal Schultheiss |                          |
| Hans Othmar Laubi                    | 1571  | 1575  | dreimal Schultheiss. Ertränkte sich selbst 1576. |                          |
| Jörg Forrer                          | 1574  | 1576  | zweimal Schultheiss. Bei Ziegler als Georg Forrer geführt. | [ 22 ]                   |
| Jakob Huser                          | 1577  | 1587  | sechsmal Schultheiss |                          |
| Lorenz Widmer                        | 1578  | 1580  | zweimal Schultheiss |                          |
| Kilian Forrer                        | 1582  | 1586  | dreimal Schultheiss | [ 22 ]                   |
| Jakob Graf                           | 1588  | 1598  | sechsmal Schultheiss |                          |
| Wolfgang Geilinger                   | 1589  | 1611  | elfmal Schultheiss. Verstarb am 15. März 1611 als Altschultheiss | [ 23 ]                   |
| Abraham Künzli                       | 1600  | 1610  | Verstarb im Dezember 1610. Gemäss Troll ab 1599. | [ 7 ]                    |
| Schwiderus Bucher                    | 1611  | 1611  | Schultheiss vom 1. April bis 21. Juni 1611, nachdem der Amts- und Altschultheiss an der Pest gestorben waren. Er erstarb selbst am 15. September desselben Jahres. |                          |
| Konrad Schellenberg                  | 1611  | 1612  | |                          |
| Jakob Huser                          | 1612  | 1616  | Er verstarb als Altschultheiss am 13. Oktober 1617. |                          |
| Jakob Steiner                        | 1613  | 1635  | mehrmals Schultheiss (alternierend); Erster Schultheiss der Familie. | [ 24 ]                   |
| Ulrich Hettlinger                    | 1618  | 1634  | mehrmals Schultheiss (alternierend); Rücktritt vom Schultheissenamt wegen Altersschwäche | [ 25 ]                   |
| Heinrich Künzli                      | 1634  | 1634  | verstarb am 17. Oktober 1636 im Amt. |                          |
| Andreas Künzli                       | 1634  | 1636  | zweimal Schultheiss. Er verstarb am 18. August 1637 als Altschultheiss. |                          |
| Hans Ulrich Hegner                   | 1635  | 1665  | fünfzehnmal Schultheiss. Er verstarb am 5. Februar 1665 als Altschultheiss. | [ 26 ]                   |
| Andreas Steiner                      | 1638  | 1651  | mehrmals Schultheiss (alternierend). Er verstarb am 19. April 1651 im Amt während einer Kur in Baden. | [ 27 ]                   |
| Joachim Häsli                        | 1651  | 1665  | Wurde am 22. April 1651 als Nachfolger von Andreas Steiner gewählt, aber am 23. Juni 1642 in der ordentlichen Wahl nicht bestätigt und schied aus dem Rat aus. |                          |
| Hans Ulrich Weinmann                 | 1652  | 1658  | mehrmals Schultheiss (alternierend). Er verstarb am 5. Januar 1658 als Altschultheiss. |                          |
| Hans Konrad Künzli                   | 1658  | 1667  | mehrmals Schultheiss (alternierend). Er verstarb am 11. März 1667. |                          |
| Georg Forrer                         | 1665  | 1672  | Er verstarb am 3. September 1672 als Altschultheiss. | [ 22 ]                   |
| Johann Steiner                       | 1667  | 1671  | Er verstarb am 30. Dezember 1671 als Altschultheiss. Sein Sohn, Melchior Steiner, war ein bedeutender Salzhändler. | [ 28 ]                   |
| Jakob Hegner                         | 1671  | 1682  | Stadthauptmann. Er verstarb am 7. März 1682 als Altschultheiss. |                          |
| Hans Heinrich Pfau                   | 1672  | 1673  | Zuerst am 4. September 1672 als zweiter Schultheiss gewählt, 1673 als Amtsschultheiss. Er verstarb am 4. November 1673 im Amt. |                          |
| Heinrich Troll                       | 1673  | 1682  | Am 5. November als Nachfolger von Pfau gewählt. Er verstarb am 13. Oktober 1682 als Altschultheiss. |                          |
| Jakob Künzli                         | 1682  | 1688  | Er verstarb am 2. Oktober 1688 im Amt. |                          |
| Heinrich Sulzer                      | 1682  | 1686  | zweimal Schultheiss. Er verstarb am 10. September 1686 als Altschultheiss. | [ 29 ]                   |
| Hans Heinrich Hegner                 | 1686  | 1694  | zweimal Schultheiss. Er starb am 11. Mai 1694 als Altschultheiss. |                          |
| Salomon Hegner                       | 1688  | 1699  | Am 3. Oktober als Nachfolger von Jakob Künzli gewählt. Er starb am 30. März 1699 im Amt. |                          |
| Christoph Kauffmann                  | 1699  | 1701  | Gewählt am 12. Mai 1694 als zweiter Schultheiss und verstarb am 2. Mai 1701 als Altschultheiss. |                          |
| Jakob Hegner                         | 1699  | 1709  | Gewählt am 31. März 1699 als Nachfolger von Salomon Hegner. Er verstarb am 16. April 1709 im Amt. |                          |
| Johann Steiner                       | 1701  | 1721  | Gewählt am 3. Mai 1701 als Nachfolger von Christoph Kauffmann als zweiter Schultheiss, elfmal Schultheiss. Er verstarb am 15. Oktober 1721 im Amt. In seine Amtszeit fällt der Streit mit der Stadt Zürich um die Wirtschaftsfreiheit der Stadt im Bereich der Wollverarbeitung, die in der Verhaftung seines Bruders und Nachfolger Hans Georg gipfelte.                       | [ 6 ] [ 30 ]             |
| Hans Ulrich Hegner                   | 1709  | 1729  | Elfmal Schultheiss, verstarb am 19. Oktober 1729 als Altschultheiss. | [ 6 ]                    |
| Hans Georg Steiner «zum Geist»       | 1721  | 1734  | Gewann bei der Wahl gegen Hans Ulrich Hegner als Kandidat aus dem Grossen Rat, mehrmals Schultheiss. Im Frühjahr 1723 von der Stadt Zürich bei einem Hinterhalt festgenommen worden. Verstarb am 18. September 1734. | [ 6 ]                    |
| Johann Georg Steiner «zum Steinberg» | 1729  | 1739  | Baumwollfabrikant; am 20. Oktober 1729 als Nachfolger von Hans Ulrich Hegner gewählt. Cousin von Hans Georg Steiner. Er verstarb am 27. September 1739 als Altschultheiss. | [ 31 ]                   |
| Jakob Bidermann «zur Liebe»          | 1734  | 1759  | zwölfmal Schultheiss, verstarb am 12. Februar 1759 als Altschultheiss. |                          |
| Hans Georg Sulzer «zum Rebstock»     | 1739  | 1746  | Am 27. September 1739 als Nachfolger von Johann Georg Steiner zum zweiten Schultheiss gewählt. Verstarb am 4. März 1746 als Altschultheiss | [ 29 ]                   |
| Salomon Hegner «zum Egli»            | 1746  | 1763  | Am 4. März 1746 als Nachfolger von Hans Georg Sulzer als zweiter Schultheiss gewählt. Verstarb am 5. September 1763 als Altschultheiss. | [ 32 ]                   |
| Johannes Sulzer                      | 1759  | 1771  | Am 12. Februar 1759 als Nachfolger von Jakob Bidermann als zweiter Schultheiss gewählt. Trat am Albanitag 1771 von allen Ämtern zurück, als ihm ein Konkurrent entgegengestellt wurde. | [ 6 ] [ 29 ] [ 33 ]      |
| Johann Ulrich Hegner «zum Egli»      | 1763  | 1786  | Landschreiber, am 5. September 1763 als Nachfolge seines Vaters Salomon Hegner als zweiter Schultheiss gewählt. Er verstarb am 9. Mai 1786 als Altschultheiss. |                          |
| Elias Bidermann                      | 1771  | 1782  | Setzte sich als Alternativvorschlag der Bürgerschaft gegen Johann Sulzer durch, gehörte zuvor lediglich dem Grossen Rat an. Trat am 10. Dezember 1782 von Genf aus als Altschultheiss zurück. | [ 6 ]                    |
| Christoph Ziegler                    | 1782  | 1798  | Müller. Er wurde am 13. Dezember 1782 aus dem grossen Rat zum zweiten Schultheiss gewählt, obwohl sein Schwiegervater Mitglied des kleinen Rates war. Er wurde anschliessend zum Stadtpräsident gewählt, dessen Amt er mit einem Unterbruch noch bis 1801 ausführte. | [ 34 ] [ 35 ]            |
| Salomon Hegner                       | 1786  | 1798  | Landschreiber und Sohn von Hans Ulrich Hegner, als Nachfolger desselben am 9. Mai 1786 gewählt. Er war der letzte gewählte Schultheiss von Winterthur. Als Nachfolger seines verstorbenen Vaters Johann Ulrich Hegner. | [ 6 ] [ 36 ]             |

Folgende Schultheisse erscheinen nur in der Liste von Troll:
| Name                             | von  | bis  | Bemerkungen |
| -------------------------------- | ---- | ---- | --- |
| Rudolf [Wetzel der Schultheiß]   | 1305 | 1317 | In den Jahren 1305, 1307, 1314 und 1317 erwähnt                                                                            |
| Johannes                         | 1309 |      | |
| Konrad von Sal (Conrad von Sala) | 1323 |      | Mit der Anmerkung, dass er seine Töchter ins Kloster geschickt hat, um ungestört seine Amtsgeschäfte verrichten zu können. |
| Rudolf Wolf unter dem Schopf     | 1365 |      | |
| Hans Götz                        | 1379 |      | |
| Hans Hegner                      | 1507 |      | Winterthurer Hauptmann im Burgunderkrieg.                                                                                  |
| Hans Gisler (Winterthur)         | 1518 |      | |

## Anzahl Schultheisse nach Geschlecht
Nachfolgend eine Auflistung aller Geschlechter, die mehr als zwei Mitglieder für das Schultheissenamt stellen konnten:
| Name       | von  | bis  | Anzahl Vertreter |
| ---------- | ---- | ---- | ---------------- |
| Hegner     | 1508 | 1798 | 11               |
| von Sal    | 1339 | 1506 | 7                |
| Steiner    | 1613 | 1739 | 6                |
| Künzli     | 1600 | 1688 | 5                |
| Huser      | 1523 | 1616 | 4                |
| Sulzer     | 1518 | 1771 | 4                |
| Wetzel     | 1272 | 1319 | 3                |
| Gevetterli | 1312 | 1363 | 3                |
| Forrer     | 1574 | 1672 | 3                |